# Єлисей Шаплик
Єлисей Шаплик (псевдонім Є. Галайда) — український громадсько-політичний діяч, кандидат у гласні Катеринославської міської думи від УСДРП. Член ради Катеринославської «Просвіти» у 1909, її писар до 20 жовтня 1909. Вітчим відомого українського кінорежисера Арнольда Кордюма, художник.

## Життєпис
Восени 1909 разом з В. Хрінниковим зрікся членства ради. Входив до створеної 25 січня 1909 «виставочної» комісії, яка відала усіма вечірками та виставами товариства.
Вечірки відбувалися по суботах та в дні перед святами. Упорядковано 19 вечорів у помешканні товариства і одну виставу («Степовий гість») в аудиторії Наукового товариства (сучасна адреса: Плеханова, 34). Брав участь в оформленні Шевченківського свята, організованого місцевою «Просвітою» 23 березня 1907 в приміщенні Народної аудиторії: 

«Кажучи взагалі, вечір вийшов дуже гарний. Світлиця була вбрана рушниками та квітками; коло сцени, з боків, було виставлено малюнки д. Шаплика — Тарасова могила і хата, де народився Кобзар».

— (Дописи. Степовий (В. Біднов). Катеринослав // «Рідний край». -1907. — 7 квітня. — № 15. — С. 15).
Шаплик був вітчимом відомого українського кінорежисера Арнольда Кордюма (1890 — 1969). Він згадує, що Шаплик брав участь в оформленні фільму «Запорозька Січ», поставленого у 1911 в Катеринославі одним з перших українських кінематографістів Данилом Сахненком (1875 —	1930): 

«Поряд із садибою акціонерного товариства жив мій вітчим — художник-самоук Єлисей Шаплик; його по-сусідському запросив Сахненко будувати й малювати декорації. Якось вітчим похвалився, що до нього приїхав син, який уміє на коні «всякі фокуси» виробляти. Після цього я й потрапив на зйомки першого фільму українського виробництва. Потрібен був вершник-хлопець, який тікає від татарської кінноти».

Напевне, Шаплик мав хист і до декламації, свідченням чого є така інформація:

«Ще в кінці мая (1912) приїздив до нас (у Павлоград) кобзарь Кожушко і український артист Шаплик. Д-ій Шаплик прочитав по-українському за життя і твори Шевченка й продекламував дещо з «Кобзаря», після того кобзарь співав історичні пісні й думи. Публіки було багато і вона дуже щиро вітала обох виконавців». 

— («Дніпрові хвилі». — 1912. — № 1516. — С.227). У 1914 адреса Ш. — Дачна, ЗО).
Родині Шапликів просвітянин Микола Кузьменко дав характеристику «дуже бідної, нужденної, але талановитої, хоч і безталанної сім’ї» (див. його лист 1907 до Дмитра Яворницького у вид. «Епістолярна спадщина академіка Д. І. Яворницького». Випуск II., — 1999. — С. 187 — 188). У цьому листі М. Кузьменко клопочеться про долю 17-річного обдарованою пасинка, майбутнього кінорежисера Андрія (Арнольда) Кордюма (вул. Голубина, 12). 
Шаплик висувався в 1917 кандидатом у гласні Катеринославської міської думи за списком № 2 від УСДРП.